# Giuseppe Pisanu
 (avril 2009).
Si vous disposez d'ouvrages ou d'articles de référence ou si vous connaissez des sites web de qualité traitant du thème abordé ici, merci de compléter l'article en donnant les références utiles à sa vérifiabilité et en les liant à la section « Notes et références ».
Giuseppe Pisanu (né le 2 janvier 1937 à Ittiri, en Sardaigne) est un homme politique italien.

## Biographie
Giuseppe Pisanu commence son expérience politique dans la Démocratie chrétienne (DC), dont il est dirigeant local à Sassari, dirigeant régional de Sardaigne et chef du secrétariat politique nationale de 1975 à 1980.
Il a été député pour la DC de 1972 à 1992, secrétaire d'État au Trésor de 1980 à 1983 dans les gouvernements d'Arnaldo Forlani, même s'il est contraint de démissionner après le scandale P2, de Giovanni Spadolini et Amintore Fanfani ; secrétaire d'État à la Défense de 1986 à 1990 dans les gouvernements DC-PSI (parti socialiste italien) de Bettino Craxi, Giovanni Goria et Ciriaco De Mita.
Quand la Démocratie Chrétienne se dissout, en 1994, il décide d'adhérer à Forza Italia, pour laquelle il est élu député en 1994, 1996 et 2001. Il a été aussi président du groupe parlementaire de Forza Italia.
Il est actuellement député à la Chambre, élu de Sardaigne.
De 2002 à 2006, il a la charge du Ministère de l'Intérieur (Gouvernement Berlusconi II et III).